# Dennenhorst & Evergreen
Dennenhorst & Evergreen aan de Eemnesserweg 62-64 is een rijksmonument in Baarn in de provincie Utrecht.
Het pand is waarschijnlijk de allereerste dubbele villa in Baarn. De speculant Jan Harbrink Numan verkocht het al gauw aan Herman Schiff, die in het linkerdeel ging wonen en het rechterdeel verhuurde. De nieuwe eigenaar noemde zijn beide villa's London en Evergreen. Later is de naam London veranderd in Dennenhorst, maar het oude koetshuis aan de Gaslaan heet nog steeds London. Een latere bewoner van Dennenhorst was de dichter-dominee J.J. Thompson (1882-1961).
Tussen de twee serres zijn vier deuren gemaakt. De linker twee deuren hebben glas-in-loodramen. Bovenaan de topgevel is een houtsnijwerk aangebracht.

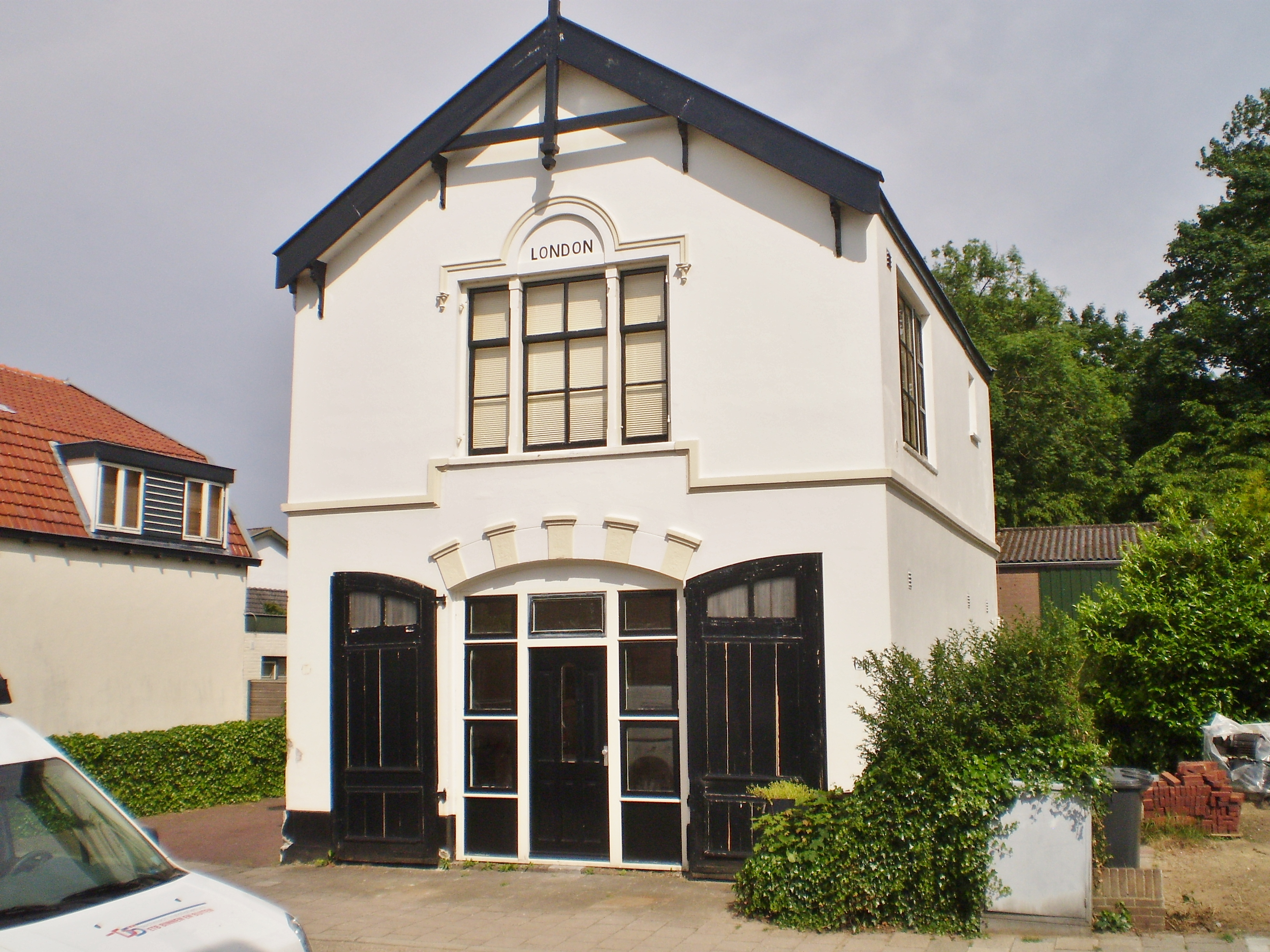
Koetshuis London aan de Gaslaan